# Pośrednia Jaworowa Turnia
Pośrednia Jaworowa Turnia (słow. Prostredná Javorova veža, niem. Mittlerer Javorovaturm, węg. Középső Javorovatorony) – turnia o wysokości 2209 m n.p.m. w słowackich Tatrach Wysokich. Leży w Jaworowej Grani odchodzącej na północny zachód od Małego Jaworowego Szczytu. Od Jaworowego Rogu oddzielona jest Zadnią Rogową Przełęczą, a od Wielkiej Jaworowej Turni – Ryglową Przełęczą i kilkoma mniej znaczącymi obiektami. Kolejno od wierzchołka Pośredniej Jaworowej Turni w jej południowo-wschodniej grani znajdują się:
- Wyżni Jaworowy Karbik,
- Skrajny Jaworowy Kopiniak – niekiedy uważany za niższy wierzchołek Pośredniej Jaworowej Turni,
- Niżni Jaworowy Karbik,
- Zadni Jaworowy Kopiniak.

Turnia jest jedną z Jaworowych Turni, spośród nich najniższą. Zwana jest Pośrednią z racji swojego położenia – jest środkową turnią masywu.

## Historia
Pierwsze wejścia turystyczne:
- Karol Englisch i Adolf Kamiński, 1 sierpnia 1902 r. – letnie (wejście prawdopodobne),
- Alfréd Grósz, Tibold Kregczy i Lajos Rokfalusy, 3 czerwca 1911 r. – letnie,
- Jerzy Pierzchała i Stanisław Siedlecki, 7 kwietnia 1939 r. – zimowe.